# Muhammad V van Kelantan

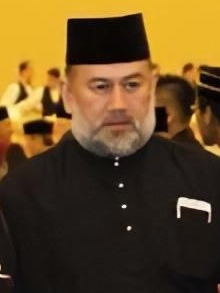
Muhammad V van Kelantan

Muhammad V van Kelantan (6 oktober 1969) is sultan van Kelantan sinds 2010. Hij was van 13 december 2016  tot 6 januari 2019 Yang di-Pertuan Agong, oftewel koning van Maleisië.

## Biografie
Muhammad V werd in 1969 geboren als Tengku Muhammad Faris Petra ibni Sultan Ismail Petra in Kota Bharu. In 1985 werd hij aangeduid als kroonprins van het sultanaat Kelantan. Hij studeerde aan het St Cross College en het Centre for Islamic Studies in Oxford. In mei 2009 kreeg zijn vader sultan Ismail Petra een beroerte, waarna Faris Petra werd aangeduid als regent. In september 2010 werd hij uitgeroepen tot sultan van Kelantan, waarna hij de dynastieke naam Muhammad V aannam.
In december 2011 werd hij aangeduid als vice-Yang di-Pertuan Agong, oftewel vice-koning van Maleisië. Vijf jaar later volgde hij Abdul Halim Muadzam Shah en werd de vijftiende koning van Maleisië. Op 24 april 2017 is hij geïnstalleerd.
Muhammad is gescheiden van zijn eerste vrouw en werd hierdoor de eerste Maleise monarch zonder partner. In november 2018 zou hij getrouwd zijn met Oksana Vojevodina, een voormalig Miss Moskou. Hoewel dit gegeven uitgebreid uitgemeten werd in de sociale media is er geen officiële bevestiging van gekomen. Wel werd zijn plotselinge aftreden als koning van Maleisië op 6 januari 2019 met dit ongebruikelijke huwelijk in verband gebracht. De andere vorsten van Maleisië zouden onaangenaam getroffen zijn door de levenswandel van de koning. Dit gerucht werd versterkt toen Muhammad ontbrak bij de eedaflegging van zijn opvolger, Abdullah van Pahang.
Emmanuel (Andorra) · Joan Enric (Andorra) · Hamad (Bahrein) · Filip (België) · Jigme Khesar Namgyel Wangchuck  (Bhutan) · Hassanal Bolkiah (Brunei) · Norodom Sihamoni (Cambodja) · Charles III (Commonwealth realms) · Frederik X (Denemarken) · Naruhito (Japan) · Abdoellah II (Jordanië) · Mishal (Koeweit) · Letsie III (Lesotho) · Hans Adam II (Liechtenstein) · Henri (Luxemburg) · Mohammed VI (Marokko) · Albert II (Monaco) · Willem-Alexander (Nederland) · Harald V (Noorwegen) · Haitham (Oman) · Tamim (Qatar) · Salman (Saoedi-Arabië) · Felipe VI (Spanje) · Mswati III (Swaziland) · Rama X (Thailand) · Tupou VI (Tonga) · Mohammed (Verenigde Arabische Emiraten) · Franciscus (Vaticaan) · Carl Gustaf XVI (Zweden)